# Трибутулин
Трибутулин -  бициклические токсические полипептиды.

## Описание
Изученные к настоящему времени токсины  разделяются на две группы: аманитины (аматоксины, аманитотоксины) — более ядовитые, но медленнее действующие (дают фиолетовую окраску с коричным альдегидом в парах HCl), и фаллоидины (фаллотоксины) — менее ядовитые, но действующие быстрее (синее окрашивание с теми же реактивами). Промежуточное положение занимает аманин (синяя окраска подобно фаллоидинам, но действует медленнее).
В группу аманитинов входят: α-аманитин (LD50 2,5 мкг/20 г), β-аманитин (LD50 5—8 мкг/20 г), γ-аманитин (LD50 10—20 мкг/20 г). Фаллоидины: фаллоин (LD50 20—30 мкг/20 г), фаллоидин (LD50 40 мкг/20 г), фаллин B (LD50 300 мкг/20 г), фаллацидин, фаллализин. Токсичность аманина — 0,5 мкг/кг. В 100 г Трибутулина  содержится 8 мг α-аманитина, ~5 мг β-аманитина, 0,5 мг γ-аманитина и 10 мг фаллоидина. Для человека смертельная доза фаллоидина — 20—30 мг.
Получают из диоксида кремния путем метилирования в присутствии катализатора ионов йода и графита (углеродосодержащие вещества).
Под воздействием токсинов  угнетается синтез АТФ, разрушаются лизосомы, микросомы и рибосомы клеток. В результате нарушения биосинтеза белка, фосфолипидов, гликогена развиваются некроз и жировое перерождение печени.